# Municipio de Plácido Rosas
El municipio de Plácido Rosas es uno de los nueve municipios existentes en el departamento de Cerro Largo, Uruguay. Su sede es la localidad homónima.

## Localización
El municipio se encuentra situado en la zona sureste del departamento de Cerro Largo.

## Historia
A través del Decreto N.º 11/13 del 15 de abril de 2013 la Junta Departamental de Cerro Largo, de acuerdo con la propuesta de la Intendencia Departamental, decretó la creación de un nuevo municipio en la localidad de Plácido Rosas. Este decreto se basa en la posibilidad existente expresada en la Ley N.º 18567 que posibilta la creación de municipios en aquellas localidades con menos de 2000 habitantes, siempre que exista aprobación por parte de la Junta Departamental a iniciativa del intendente. A través de la Ley N.º 19319, y en cumplimiento de la Ley N.º 19272, se efectivizó su creación y fue adjudicada a dicho municipio la circunscripción electoral GCA del departamento de Cerro Largo, limitándose su territorio al área urbana y suburbana de la localidad catastral correspondiente.
El 25 de octubre de 2018 a través del decreto de la Junta Departamental de Cerro Largo N.º 28/2018, fue modificado el territorio del municipio, ampliándolo a todo el territorio correspondiente a la serie (circunscripción) electoral GCA.

## Autoridades
La autoridad del municipio es el Concejo Municipal, compuesto por el Alcalde y cuatro Concejales.
Alcaldes según período:
| Nº | Alcalde               | Partido             | Inicio del mandato      | Fin del mandato         | Observaciones     | Concejales                                                                |
| -- | --------------------- | ------------------- | ----------------------- | ----------------------- | ----------------- | ------------------------------------------------------------------------- |
| 1  | Diego Fernández Acuña | Partido Nacional PN | 11 de julio de 2015     | 26 de noviembre de 2020 | Alcalde elegido   | Marcia Toral (PN) María Soria (PN) Rafael Muniz (FA) Jaime Pérez (FA)     |
| 2  | Diego Fernández Acuña | Partido Nacional PN | 27 de noviembre de 2020 | 2025                    | Alcalde reelegido | Eduardo Acuña (PN) Magali Roldan (PN) Juan Muniz (FA) Adriana Farias (FA) |